# Nino Bule
Nino Bule, né le 19 mars 1976, est un footballeur international puis entraîneur croate. Il est attaquant.

## Biographie
Lors de sa carrière en club, il joue en Croatie, en Autriche, en Grèce et au Japon. Il participe à 259 matches au niveau professionnel.
En 2023, il est l'assistant de Nenad Bjelica lors de son contrat au club turc de Trabzonspor. Durant les matches, il reçoit de nombreux cartons jaunes et est menacé d'exclusion du terrain.
Il devient ensuite entraîneur adjoint dans plusieurs clubs, comme le Dinamo Zagreb ou le NK Osijek. Le 16 janvier 2024, il est recruté par l'Union Berlin et intègre leur équipe d'entraîneurs,.